# Edward Akufo-Addo
Edward Akufo-Addo (26. června 1906 – 17. července 1979) byl ghanský politik a prezident Ghany.
Edward Akufo-Addo byl jedním ze skupiny Velké šestky (Big Six), kteří usilovně hájili a bojovali za samostatnost Ghany. Dlouhá léta než se stal prezidentem vykonával funkci předsedy nejvyššího soudu.

## Vzdělání
Akufo-Addo se narodil ve městě Dodowa, kde vystudoval základní presbyteriánskou školu a poté střední školu. V roce 1929 nastoupil na Achimota College, kde získal stipendium na St Peter's College v Oxfordské univerzitě. Studoval zde matematiku, politiku a filosofii.

## Právnická kariéra
Svou právnickou kariéru započal v Middle Temple v Londýně roku 1940, o rok později zahájil svou praxi v britské kolonii Gold Coast.

## Politická kariéra
V roce 1947 se stal zakládajícím členem politické strany United Gold Coast Convention (UGCC) a byl tak jedním z členů tzv. Velké šestky (Big Six), kteří se zasloužili o zahájení diskusí o samostatnosti země.
V letech 1949–1950 se stal členem Legislativního soudu Gold Coast a také Cousseyho konstituční komise (Coussey Constitutional Commission).
Po vyhlášení samostatnosti byl Akufo-Addo v letech 1962–1964 členem Nejvyššího soudu. V letech 1966–1970 byl jmenován vrchním soudcem národního osvobozeneckého soudu. Poté se mimo jiné stal předsedou Konstitucionální komise. Stal se vůdčí osobou politického světa Ghany. Během tzv. „druhé republiky“ se stal Akufo-Addo prezidentem Ghany.